# Banksia caleyi

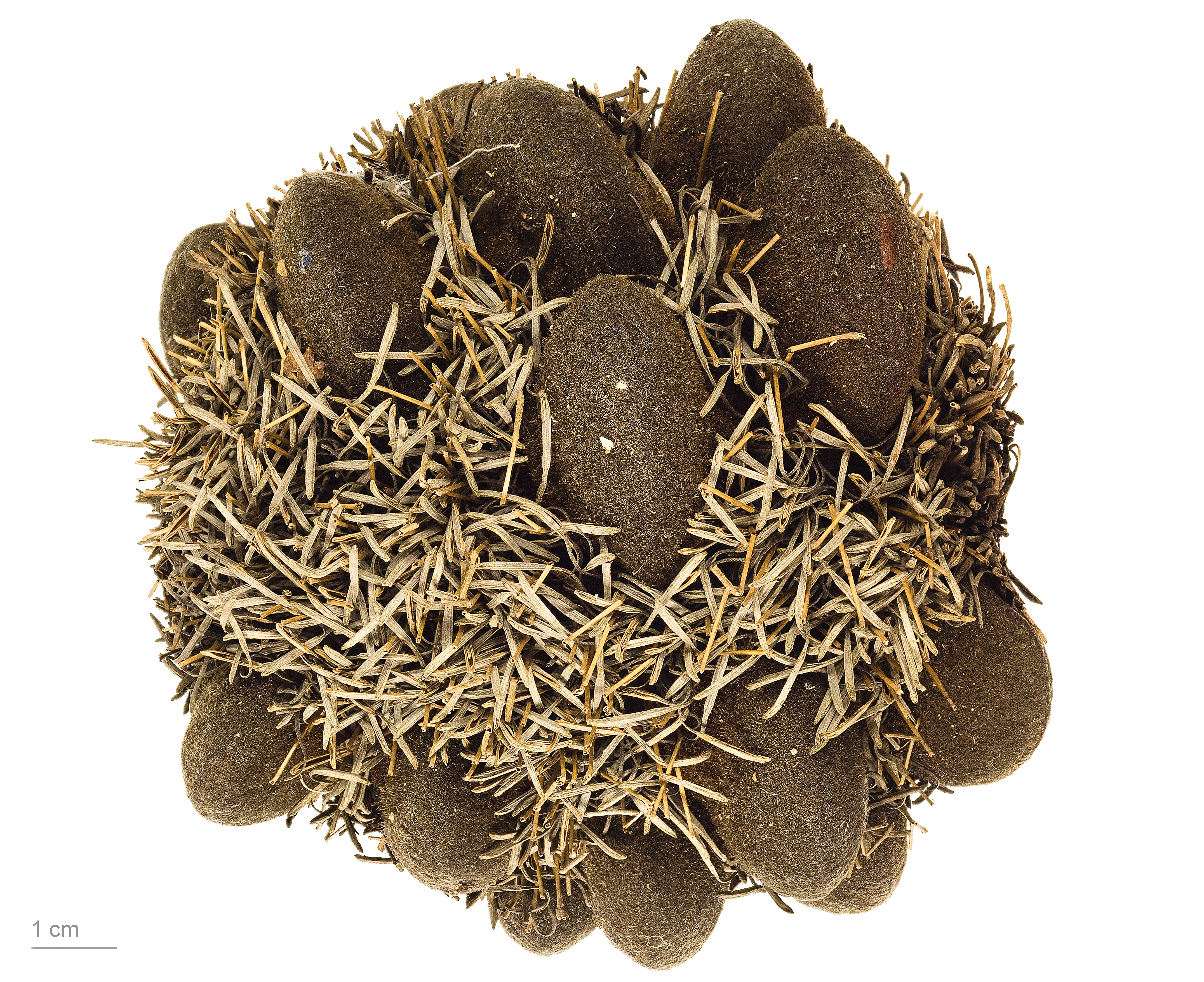
Banksia caleyi

Banksia caleyi är en tvåhjärtbladig växtart som beskrevs av Robert Brown. Banksia caleyi ingår i släktet Banksia och familjen Proteaceae. Inga underarter finns listade i Catalogue of Life.